# Mecolaesthus hoti
Mecolaesthus hoti là một loài nhện trong họ Pholcidae. Loài này được phát hiện ở Venezuela.